# Casa dos Pioneiros
A Casa dos Pioneiros é uma construção histórica localizada na região central do município de Bauru, tombada em 2005 pelo Conselho de Defesa do Patrimônio Cultural de Bauru (CODEPAC-Bauru). Agrega duas casas geminadas, construídas em 1896, antes da chegada da Estrada de Ferro Sorocabana em Bauru que ocasionou o desenvolvimento da cidade a partir de 1906. É construída em alvenaria autoportante, sem recuo central, com portas e janelas em madeira, em estrutura simples que retrata os primórdios de Bauru. O tombamento garante a preservação do conjunto de fachadas, tanto a voltada para a rua Araújo Leite quanto a para o terreno interno, além do telhado das residências. Foi noticiado em 2012 que a edificação estava sob sério risco de desabamento. Em 2019, a prefeitura de Bauru anunciou que o espaço será revitalizado e abrigará um museu voltado à história da Casa dos Pioneiros e da fundação da cidade.